# Leo van de Ketterij
Leo van de Ketterij (Flesinga, 14 de noviembre de 1950 - 5 de julio de 2021) fue un guitarrista y compositor neerlandés, es conocido principalmente por su trabajo con Shocking Blue a principios de la década de 1970.

## Biografía
A los catorce años, Van de Ketterij recibió una guitarra acústica de sus padres pero a pesar de nunca haber recibido lecciones de guitarra decidió aprender por sí mismo y a los quince fundó The Skyrockets junto con Gillis Vogel. 
No mucho después, se fundó The Flying Arrows, una banda con Eddy van Broekhoven como cantante. Helmy Siegers (batería), Eddy van Broekhoven (voz), Leo van de Ketterij (guitarra) y Ko Riemens (bajo) tocaron en The Flying Arrows. A finales de la década de 1960, Van de Ketterij también tocó en bandas regionales como Flath y Universal Delight.
Al inicio de los setenta Van de Ketterij tocó como guitarrista en Shocking Blue, la banda de La Haya que alcanzó el éxito mundial con canciones como "Venus" y "Never Marry a Railroad Man". Tocó para 4 sencillos del "Third Album", pero en verano de 1971 dejó la banda, debido a que el sonido frenético se volvió demasiado para él. 
Después de Shocking Blue, tocó como guitarrista en la banda Minisink Townhouse. Minisink Townhouse también estaba formado por Freek Berrier (teclados), Auke Ozinga (voz y guitarra), Cees Meerman (batería) y Mary Hehuat (bajo). Philips lanzó un sencillo de esta banda, la canción de country rock "Upstairs 52". En 1972 Minisink Townhouse se convirtió en la banda de acompañamiento de la cantante Jody Purpora (Taxfree), en el Trident Studios de Londres Purpora grabó con Minisink Townhouse la canción "You sure look good to me", una composición de Purpora y Van de Ketterij (Pink Elephant - etiqueta).
Después de esto, Van de Ketterij cambió de rumbo y fue a estudiar la escuela bíblica, donde también conoció a Cindy Tamo, con quien se casaría y se trasladaría a Assen para unirse a la Iglesia Pentecostal, y en el período 1980-1984 juntos fundaron  L & C Band.  
Con esta banda se tocaron principalmente composiciones propias en inglés. En 1980 se lanzó el LP "Optimistic Man" de L & C Band. Este disco fue grabado en el estudio de Spitsbergen en Zuidbroek (Groningen). Tom Barlage, entre otros, tocó en este disco como músico invitado. No había presupuesto para hacer un sucesor.
En el período 1985-1995, Van de Ketterij trabajó como guitarrista de estudio en varias producciones tales como: Gospel, LP de Burning Candles, Elly & Rikkert, Harry Govers, New Generation, Wim Pols, entre otros.
En 1986, Van de Ketterij regresó a Vlissingen con su familia. Tuvo junto a su pareja tres hijas: Lisa Jane, Julia y Jesse. También publicaron el disco Summerwind.
En 1998 Frédérique Spigt grabó la canción "Mijn hart kan dat niet aan", una composición de Huub van der Lubbe y Van de Ketterij. Esta canción participó en el concurso de canciones nacional Festival de la Canción de Eurovisión en 1998, llegando a la final y quedándose con el tercer puesto.
Hay una versión BLØF de "Mijn hart kan dat niet aan" en el álbum  Hier , porque inicialmente BLØF participaría en el Concurso Nacional de la Canción con esta canción.
El 1 de enero del año 2002, lamentablemente su esposa, Cindy Tamo, falleció a los cuarenta y seis años de edad.
Hasta 2008, Van de Ketterij y sus hijas Lisa Jane y Julia estuvieron activas en cuatro bandas: la banda de fiesta Passe Partout, la banda de covers The Cave y conciertos para los grupos Frans Bauer y Night of the Proms. Son Jesse van de Ketterij es un nombre muy conocido en la escena dance y house (Pep & Rash).
Además de tocar en varias bandas, Leo van de Keterij dio lecciones de guitarra en Vlissingen, tocó en la orquesta de entretenimiento Passe-Partout y la orquesta de radio de EO, Psalter. 
Después en 2012 trabajó a tiempo parcial en el municipio de Middelburg.
Aunque Van de Keterij era visto por muchos como guitarrista, componer música era su gran pasión. En lugar de tener que tocar las mismas canciones en vivo una y otra vez, él mismo hizo música.
Van de Ketterij, ha sido incluido en dos revistas, Peter Sijnke (2012) y J. Francke (2021).

## Fallecimiento
Van de Ketterij murió el 5 de julio de 2021 a la edad de setenta años como resultado de cáncer de páncreas, que le diagnosticaron en agosto de 2020. La noticia fue anunciada por su hija Julia a través de su cuenta de Facebook.
Fue enterrado junto a la tumba de su esposa en Noorderbegraafplaats en Vlissingen.

## Discografía
| Álbumes de estudio - "Third Album" (1971) Sencillos - 1971 "Shocking You" / "Waterloo" - 1971 "Blossom Lady" / "Is This a Dream" Sencillos - "Upstairs 52" (1972) - "Your sure look good to me" Sencillos - "You Sure Look Good To Me" (1972) Álbumes de estudio - "Lekete" (1974) Álbumes de estudio - "Harry Govers" (1975) Álbumes de estudio - "Minj Wereld" (1976) Álbumes de estudio - "Optimistuc Man" (1980) Álbumes de estudio - "Het Bevalt Me Best Zo" (1982) Álbumes de estudio - "Blide Man" (1982) - "De Timmerman" (1985) Álbumes de estudio - "Samen" (1983) - "Maskers Af" (1984) - "Eeb Boom Vol Liedjes" (1989) - "Zend Mij" (2004) | Álbumes de estudio - "Bykonox" (1983) Álbumes de estudio - "Arendjong" (1983) Álbumes de estudio - "Goeie Ground" (1983) - "Postzegel" (1985) Álbumes de estudio - "Perfect Harmony" (1988) Álbumes de estudio - "Tussen De Regels" (1989) - "Groot Gelijk - Achttien Songs / Tien Gelijkenisden" (1990) - "Belden" (1992) Álbumes de estudio - "Summerwind" (1989) Álbumes de estudio - "In Nederland" (1990) Álbumes de estudio - "Op De Boulevard" Sencillos - "Mijn Hart Kan Dat Niet Aan" (1998) - "Liefs Uit Zeeland" de Varios Artistas (2003) Sencillos - "Sunny Afternoon" (2005) |